# 大沖口駅
大沖口駅（だいちゅうこうえき）は、中華人民共和国広東省広州市茘湾区芳村大道東に位置する広州地下鉄11号線の駅。

## 歴史
- 2017年4月29日：着工[1]。
- 2024年12月28日：開業[2][3]。

## 駅構造
島式ホーム1面2線を有する地下駅。

### のりば
| 番線 | 路線     | 方向   | 行先                     |
| ---- | -------- | ------ | ------------------------ |
| 1    | ■ 11号線 | 外回り | 燕崗・江泰路・華景路方面 |
| 2    | ■ 11号線 | 内回り | 如意坊・中山八・華師方面 |

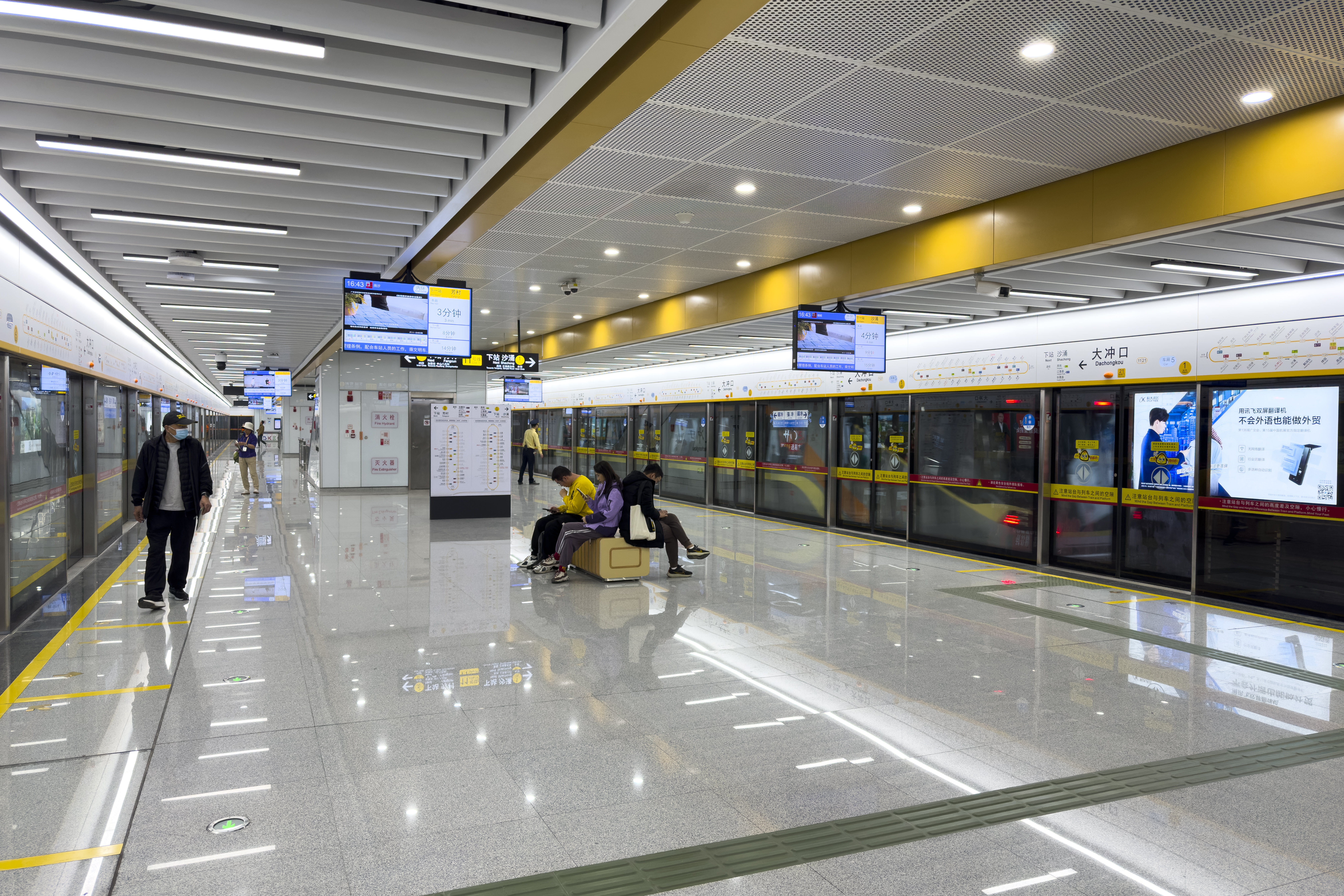
ホーム
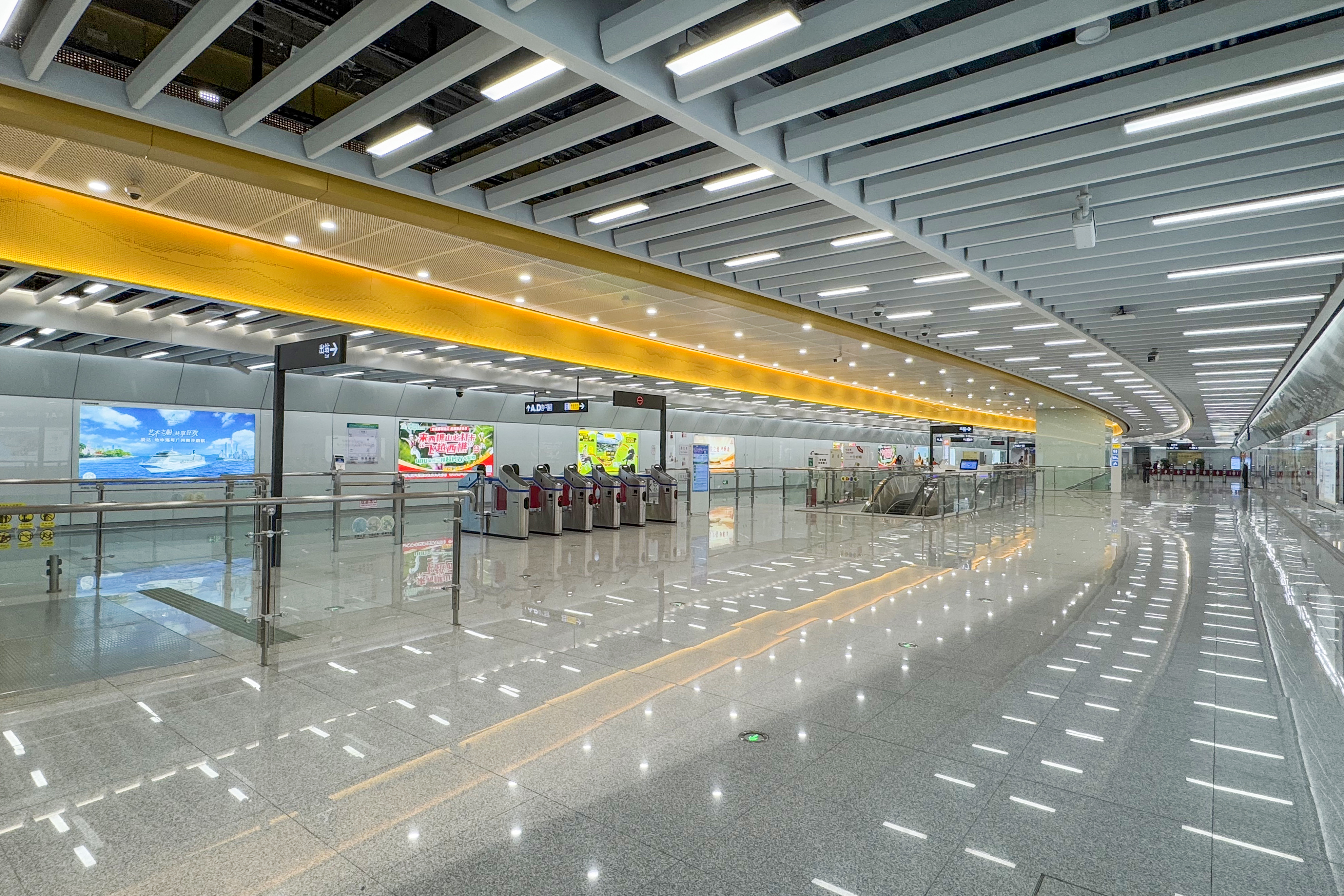
コンコース

## 駅周辺
- 怡景苑
- 杏花社区

## 隣の駅
広州地下鉄
■ 11号線
芳村駅 1120 - 大沖口駅 1121 - 沙涌駅 1122